# Teorema di rigidità di Mostow
In geometria differenziale, il teorema di rigidità di Mostow asserisce che una varietà iperbolica completa e di volume finito è determinata dal suo gruppo fondamentale. Il teorema vale soltanto in dimensione maggiore o uguale di tre.
Il teorema è stato dimostrato da Mostow nel 1968 per le varietà compatte e quindi esteso da Prasad a tutte le varietà complete di volume finito. La versione estesa è a volte chiamata teorema di Mostow-Prasad.

## Enunciato
L'enunciato del teorema di rigidità di Mostow-Prasad è il seguente.
Siano {\displaystyle M} e {\displaystyle N} due varietà iperboliche complete e di volume finito della stessa dimensione {\displaystyle n>2}. Ogni isomorfismo
{\displaystyle f_{*}:\pi _{1}(M)\to \pi _{1}(N)}
fra i gruppi fondamentali è indotto da una isometria
{\displaystyle f:M\to N.}
Il teorema è valido in particolare per tutte le 3-varietà iperboliche chiuse: queste sono infatti automaticamente complete e di volume finito.
Il teorema implica che due varietà iperboliche di dimensione {\displaystyle n>2} con gruppi fondamentali isomorfi sono isometriche, e quindi omeomorfe.

## Biografia
- (EN)  G. D. Mostow, Quasi-conformal mappings in n-space and the rigidity of the hyperbolic space forms, Publ. Math. IHES 34 (1968) 53-104.
- (EN)  Mikhail Gromov, Hyperbolic manifolds according to Thurston and Jorgensen, Séminaire Bourbaki, 32eme année, 1979/80, pp 40-53.
- (EN)  R. J. Spatzier, Harmonic Analysis in Rigidity Theory, (1993) pp. 153-205, in Ergodic Theory and its Connection with Harmonic Analysis, Proceedings of the 1993 Alexandria Conference, Karl. E. Petersen, Ibrahim A. Salama, eds. Cambridge University Press (1995) ISBN 0-521-45999-0. Descrive vari teoremi di rigidità.
- (EN)  William Thurston, The geometry and topology of 3-manifolds, Princeton lecture notes (1978-1981).  Contiene due dimostrazioni del teorema: una simile a quella di Mostow e un'altra che usa la norma di Gromov.